# Helena Kazimierczak-Połońska
Helena Kazimierczak-Połońska, ros. Елена Ивановна Казимирчак-Полонская, Jelena Iwanowna Kazimirczak-Połonskaja, ukr. Олена Іванівна Казимирчак-Полонська, Ołena Iwaniwna Kazymyrczak-Połonśka (ur. 21 listopada 1902 w Sielcu, zm. 30 sierpnia 1992 w Petersburgu) – polska i radziecka astronom, mniszka prawosławna.

## Życiorys

### Młodość, rodzina i wykształcenie
Helena, z domu Połońska, urodziła się na Wołyniu (obecnie Ukraina). Jej rodzice, Eugenia i Jan Połońscy byli właścicielami dużego gospodarstwa ziemskiego. Wczesną edukację pobierała w Łucku. W latach 1922–1927 studiowała na Wydziale Matematyczno-Przyrodniczym Uniwersytetu Jana Kazimierza we Lwowie. Po studiach w 1928 została asystentką prof. Marcina Ernsta w obserwatorium lwowskim. Następnie pracowała w Obserwatorium Astronomicznym Uniwersytetu Warszawskiego. W 1936 uzyskała stopień naukowy doktora, obroniwszy rozprawę naukową O planetocentrycznym ruchu komet.
Również w 1936 zawarła związek małżeński z Leonem Kazimierczakiem, biologiem specjalizującym się w ichtiologii, pracownikiem Uniwersytetu Warszawskiego. W 1937 urodził się ich syn Sergiusz.

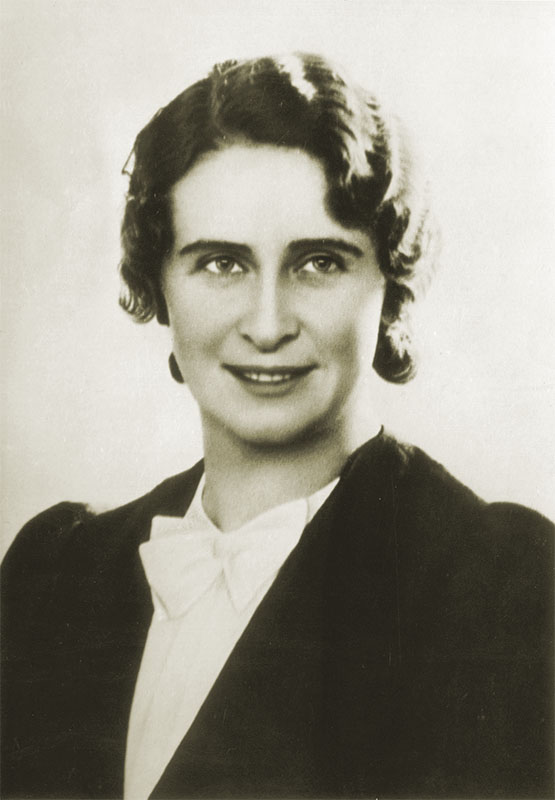
Helena Połońska, 1934

Od stycznia 1940 pracowała w Instytucie Astronomicznym Uniwersytetu Lwowskiego. Wiadomo, że w 1944 wraz z dzieckiem i chorą matką przyjechała do przebywającego w Warszawie męża. W wyniku wybuchu powstania rodzina została ponownie rozdzielona – Helena Kazimierczak-Połońska z synem schroniła się na wsi pod Warszawą, zaś Leon Kazimierczak z teściową (matką Heleny) pozostali w ogarniętym powstaniem mieście.
Po upadku powstania udało jej się odnaleźć matkę. Mąż został wywieziony przez Niemców do obozu jenieckiego pod Wiedniem. Później zdołała nawiązać z nim kontakt korespondencyjny. Spotkali się później jako przyjaciele, mieszkający wówczas w różnych państwach.

### Działalność w ZSRR
W 1945 roku podjęła bardzo odważną i kluczową dla dalszego jej życia decyzję: jako prawosławna, uznała, że powinna powrócić na Ruś, chociaż wówczas był to totalitarny Związek Sowiecki. Udała się do Chersonia, znalazła tam zatrudnienie w Instytucie Pedagogicznym (uczelni kształcącej nauczycieli). Ten okres życia łączy się z problemami w życiu osobistym: mimo wysiłków nie zdołała połączyć się z mężem, który nie dostał zgody na wyjazd do ZSRR, syn zmarł tragicznie w czerwcu 1948.
We wrześniu 1948 Kazimierczak-Połońska rozpoczęła pracę naukową w Instytucie Astronomii Teoretycznej Akademii Nauk ZSRR w Leningradzie. W 1950 obroniła pracę naukową pt. Ciasne zbliżenia komet z planetami, na podstawie której nadano jej stopień kandydata nauk.
W 1951, w czasie stalinowskiej czystki, w ramach walki z wrogami klasowymi została zwolniona z pracy, później oskarżona o szpiegostwo i aresztowana. Po wielomiesięcznym śledztwie, które wykazało bezpodstawność stawianych jej zarzutów, została zwolniona z więzienia. Wyjechała do Chersonia, gdzie zastała ją informacja o śmierci matki. Pracę znalazła jako wykładowca w Instytucie Pedagogicznym w Odessie. Dopiero w 1956 uzyskała możliwość powrotu do Leningradu, do Instytutu Astronomii Teoretycznej Akademii Nauk ZSRR i do badań naukowych w zakresie ruchów komet.

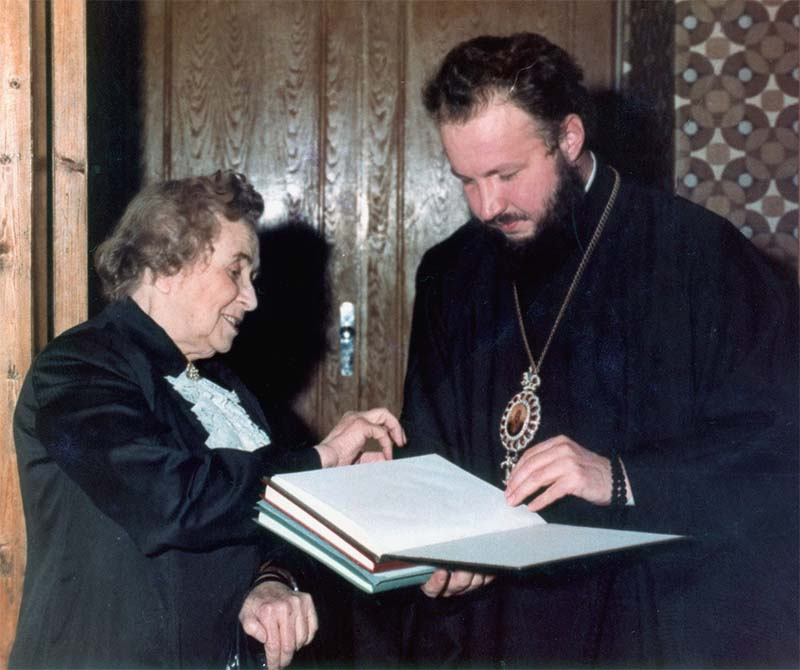
Helena Kazimierczak-Połońska i rektor Leningradzkiej Akademii Duchownej arcybiskup Cyryl (Gundiajew), grudzień 1984

Doceniła pojawienie się na przełomie lat 50. i 60. XX wieku elektronicznej techniki obliczeniowej. Jako jedna z nielicznych astronomów tamtych czasów zrozumiała możliwości, jakie daje komputer, a także opanowała umiejętność programowania w kodzie maszynowym.
W 1968 uzyskała stopień doktora, po obronie dysertacji Teoria ruchu komet krótkookresowych i zagadnienie ewolucji ich orbit. Została również wyróżniona przyznawaną przez Prezydium Akademii Nauk ZSRR nagrodą im. F.A. Bredichina. W 1978, w dowód uznania dla jej wyjątkowych zasług, Międzynarodowa Unia Astronomiczna nazwała jej nazwiskiem planetoidę o numerze katalogowym 2006.

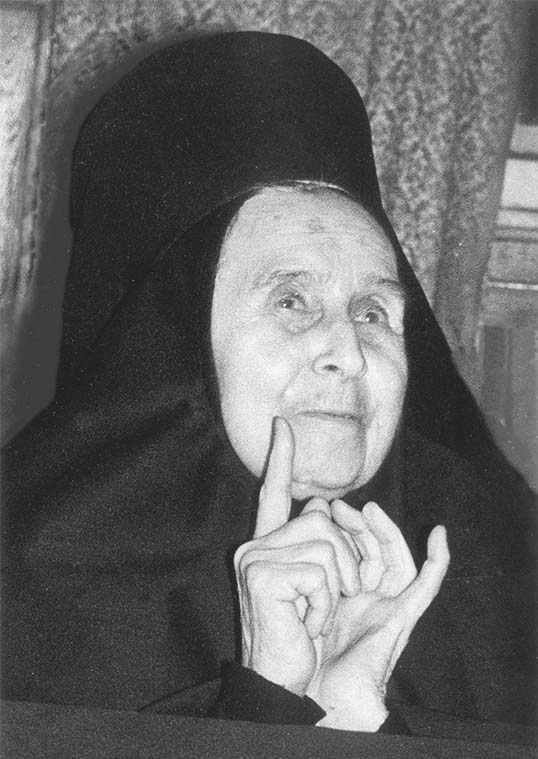
Mniszka Helena w Leningradzkiej Akademii Duchownej, 1988

Przez całe życie była osobą głęboko wierzącą. Jej mistrzem duchowym był rosyjski myśliciel i teolog prawosławny Siergiej Bułgakow. Pod koniec lat 80. wstąpiła do klasztoru. Z zezwolenia patriarchy moskiewskiego i całej Rusi Aleksego II przy postrzyżynach mniszych pozostawiono jej dotychczasowe imię. Nadal prowadziła działalność naukową – zajmowała się tłumaczeniami literatury teologicznej na rosyjski, wygłaszała wykłady na leningradzkiej Akademii Duchownej, pisała artykuły, pozostawiła po sobie opowieść autobiograficzną, dotyczącą najbardziej burzliwego okresu swego życia od wybuchu powstania warszawskiego do połowy roku 1948.
Niedługo przed śmiercią mniszka Helena straciła wzrok, a przez ostatni rok nie była w stanie samodzielnie chodzić. Zmarła w Petersburgu 30 sierpnia 1992. Pochowano ją na cmentarzu wybitnych astronomów na terenie obserwatorium astronomicznego w Pułkowie.